# Hornbach Baustoff Union
Die Hornbach Baustoff Union GmbH ist die Holdinggesellschaft einer Unternehmensgruppe im Baustoffhandel in Südwestdeutschland. Sitz der deutschen Gesellschaften ist Neustadt an der Weinstraße.
Sie ist wie die Hornbach Baumarkt AG und die Hornbach Immobilien AG eine Tochterfirma der Hornbach Holding AG & Co. KGaA.
Sie hat 39 Niederlassungen und mehrere Vertriebspartner in Deutschland. 

## Geschichte
Michael Hornbach gründete 1877 in Landau in der Pfalz einen Handwerksbetrieb, den dessen Sohn Wilhelm um das Jahr 1900 um eine Baumaterialienhandlung erweiterte. 1999 wurde die Hornbach Baustoff Union GmbH gegründet.